# Ваповице
Ваповице (чеш. Vápovice, бывш. нем. Wapowitz) — муниципалитет на юго-востоке Чешской Республики, в крае Высочина. Входит в состав района Йиглава.
Один из самых малонаселённых муниципалитетов Чехии.

## География
Расположен на расстоянии 9 км к востоку от Тельча и в 27 км к юго-западу от центра Йиглавы.
Граничит с муниципалитетами Ольшани (с северо-запада), Стара-Ржише (с севера), Розсеч (с востока), Богуславице (с юга), Нова-Ржише и Дийице (с запада).
Связан автобусным сообщением с городами Йиглава и Тельч.

## Достопримечательности
Нишевая часовня на въезде в деревню.

## Изменение административного подчинения
- 1850 год — Австрийская империя, Моравия, край Брно, политический район Дачице, судебный район Тельч;
- 1855 год — Австрийская империя, Моравия, край Йиглава, судебный район Тельч;
- 1868 год — Австро-Венгрия, Цислейтания, Моравия, политический район Дачице, судебный район Тельч[4];
- 1920 год — Чехословацкая Республика, Йиглавская жупания[чеш.], политический район Дачице, судебный район Тельч;
- 1928 год — Чехословацкая Республика, Моравско-Силезская земля, политический район Дачице, судебный район Тельч;
- 1939 год — Протекторат Богемии и Моравии, Моравия, область Иглау, политический район Дачиц, судебный район Тельч[5];
- 1945 год — Чехословацкая Республика, Моравскосилезская земля, административный район Дачице, судебный район Тельч[6];
- 1949 год — Чехословацкая республика, Йиглавский край, район Тршешть[7];
- 1960 год — ЧССР, Южноморавский край, район Йиглава;
- 2003 год — Чехия, край Высочина, район Йиглава, ОРП Тельч.

## Население
| Год  | Численность | Численность |
| ---- | ----------- | ----------- |
| 1869 | 104         | [ 8 ]       |
| 1880 | 116         | [ 8 ]       |
| 1890 | 123         | [ 8 ]       |
| 1900 | 112         | [ 8 ]       |
| 1910 | 133         | [ 8 ]       |
| 1921 | 140         | [ 8 ]       |
| 1930 | 143         | [ 8 ]       |
| 1950 | 102         | [ 8 ]       |
| 1961 | 84          | [ 8 ]       |
| 1970 | 72          | [ 8 ]       |
| 1980 | 52          | [ 8 ]       |
| 1991 | 47          | [ 8 ]       |
| 2001 | 53          | [ 8 ]       |
| 2011 | 43          | [ 8 ]       |
| 2014 | 40          | [ 9 ]       |
| 2016 | 38          | [ 10 ]      |
| 2017 | 38          | [ 11 ]      |
| 2018 | 39          | [ 12 ]      |
| 2019 | 40          | [ 13 ]      |
| 2020 | 37          | [ 14 ]      |
| 2021 | 41          | [ 15 ]      |
| 2022 | 39          | [ 16 ]      |
| 2023 | 37          | [ 17 ]      |
| 2024 | 33          | [ 18 ]      |
| 2025 | 40          | [ 2 ]       |

По переписи 2011 года в деревне проживало 43 жителя (из них 12 чехов, 4 морава, 1 словак и 19 не указавших национальность, в 2001 году — 92,5 % чехов и 3,8 % словаков), из них 18 мужчин и 25 женщин (средний возраст — 51 год).
Из 41 человека старше 14 лет 13 имели базовое (в том числе неоконченное) образование, 23 — среднее, включая учеников (из них 14 — с аттестатом зрелости), 1 — высшее профессиональное, 2 — высшее (магистры).
Из 43 человек 19 были экономически активны (в том числе 3 безработных), 20 — неактивны (11 неработающих пенсионеров и 9 учащихся).
Из 16 работающих 5 работали в промышленности, 3 — в здравоохранении, по 2 — в сельском хозяйстве и на госслужбе, по 1 — в строительстве, в финансово-страховой сфере и в образовании.